# ألان بينكرتون
ألان بينكرتون (بالإنجليزية: Allan Pinkerton)‏ :هو محقق وجاسوس أمريكي اسكتلندي من مواليد (25 أغسطس 1819 _1 يوليو 1884)، اشتهر بتأسيس وكالة بينكرتون للمباحث الوطنية.

## السيرة الذاتية
ولد ألان بينكرتون في Gorbals، غلاسكو، اسكتلندا، إلى ويليام بينكرتون وزوجته إيزابيل ماكوين في 25 أغسطس 1819. [1]
الذي ولد في محتلة الآن من قبل مسجد غلاسكو المركزية. [بحاجة لمصدر ] غادر المدرسة في سن 10 بعد وفاة والده. قراءة بينكرتون بنهم وإلى حد بعيد تعليما ذاتيا. [2] وكوبر عن طريق التجارة، وكان بينكرتون نشط في حركة الشارتية البريطانية عندما كان شابا. .
في عام 1843 سمعت بينكرتون دندي، إلينوي، خمسين ميلا شمال غرب شيكاغو على نهر فوكس. [4] وبنى المقصورة وبدأ دكان صانع البراميل، وإرسال لزوجته في شيكاغو عندما كانت المقصورة الكاملة لهم. [4] في وقت مبكر من 1844 عملت بينكرتون لقادة ملغاة شيكاغو، وكان له دندي المنزل توقف على خط السكة الحديد تحت الأرض. [5]
حصلت بينكرتون أول المهتمين في عمل المباحث الجنائية في حين تتخبط من خلال بساتين المشجرة حول دندي، وتبحث عن الأشجار لتصنع عصوين برميل، عندما جاء عبر عصابة من المزورين الذين ربما يكونون قد التابعة لBanditti شهيرة من المرج. بعد مراقبة تحركاتهم لبعض الوقت، وقال انه أبلغ شريف المحليين الذين ألقت القبض عليهم. هذا أدى لاحقا إلى بينكرتون تعيينه، في عام 1849، كما المخبر الأول للشرطة في شيكاغو، مقاطعة كوك، إلينوي. في عام 1850، وقال انه في شراكة مع شيكاغو المحامي إدوارد روكر في تشكيل الشمالية الغربية كالة الشرطة، التي أصبحت فيما بعد بينكرتون وشركاه، وأخيرا بينكرتون وكالة المباحث الوطني، لا تزال موجودة اليوم كما بينكرتون الاستشارات والتحقيقات، وهي شركة تابعة لسكيوريتاس AB. وكانت شارة الأعمال بينكرتون في العين مفتوحة على مصراعيها مع عنوان «نحن ننام أبدا.» كما سعت الولايات المتحدة في المنطقة، وزيادة النقل بالسكك الحديدية. وكالة بينكرتون في حل سلسلة من عمليات السطو على قطار خلال 1850s في، وبذلك بينكرتون أول اتصال مع جورج ماكليلان، ثم كبير المهندسين ونائب الرئيس للجنة المركزية للسكك الحديدية إلينوي، وأبراهام لينكولن، محامي الشركة.

## روابط خارجية
- ألان بينكرتون على موقع الموسوعة البريطانية (الإنجليزية)
- ألان بينكرتون على موقع إن إن دي بي (الإنجليزية)